# 斯托克頓堡 (德克薩斯州)
斯托克頓堡（英語：Fort Stockton）是一個位於美國德克薩斯州貝可斯縣的城市。根據2010年美國人口普查，該地共人口8283人，而該地的面積約為13.30平方千米。同時該地也是貝可斯縣的縣治。

## 地理
斯托克頓堡的座標為30°53′29″N 102°53′06″W / 30.89139°N 102.88500°W，而該地的平均海拔高度為906米（即2972英尺）。